# Пираты Карибского моря
«Пираты Карибского моря» (англ. Pirates of the Caribbean) — медиафраншиза Disney, включающая многочисленные аттракционы в тематическом парке, серию фильмов и спин-оффов, а также ряд связанных с ними видеоигр и других медиа-изданий. Франшиза возникла с одноименного аттракциона в тематическом парке, который открылся в Диснейленде в 1967 году и был одним из последних аттракционов Диснейленда, созданных под наблюдением Уолта Диснея. Аттракцион основан на пиратских легендах, фольклоре и романах итальянского писателя Эмилио Сальгари. Серию фильмов не стоит путать с другим фильмом, который называется так же, но является ужастиком.
Серия фильмов заработала более 4,5 миллиардов долларов по состоянию на 2019 год, заняв 14-е место в списке самых кассовых медиафраншиз.

## Аттракционы

### Пираты Карибского моря
«Пираты Карибского моря» — темный аттракцион в Диснейленде, Волшебном королевстве Диснейуорлд, Токийском Диснейленде и Парке Диснейленда в Париже. Открытая 18 марта 1967 года, версия «Пираты Карибского моря» в Диснейленде была последним аттракционом, в разработке которого участвовал сам Уолт Дисней, и которая дебютировала через три месяца после его смерти. Аттракцион породил песню «Yo Ho (A Pirate’s Life for Me)», написанную Джорджем Брунсом и Ксавье Атенсио и исполненную на записи аттракциона The Mellomen.

### Пиратское Логово на острове Тома Сойера
«Пиратское Логово на острове Тома Сойера» — ребрендинг острова Тома Сойера, искусственного острова, окруженного реками Америки в Диснейленде, Волшебном королевстве и Токийском Диснейленде. Он содержит сооружения и пещеры со ссылками на персонажей Марка Твена из романа «Приключения Тома Сойера» и предоставляет интерактивные, скалодромные и живописные возможности. В Диснейленде в 2007 году Disney добавила ссылки на серию фильмов «Пираты Карибского моря».

### Пираты Карибского моря: Битва за затонувшие сокровища
«Пираты Карибского моря: Битва за затонувшие сокровища» — темная поездка с магнитным приводом в Шанхайском Диснейленде. Использует сюжетную линию, основанную на серии фильмов «Пираты Карибского моря». Сочетает цифровую технологию проекции на большом экране с традиционными декорациями и аудиоаниматроникой. Walt Disney Imagineering разработал аттракцион, а Industrial Light & Magic создала компьютерные визуальные эффекты.

## Серия фильмов
1. «Пираты Карибского моря: Проклятие Черной жемчужины» (2003)
2. «Пираты Карибского моря: Сундук мертвеца» (2006)
3. «Пираты Карибского моря: На краю света» (2007)
4. «Пираты Карибского моря: На странных берегах» (2011)
5. «Пираты Карибского моря: Мертвецы не рассказывают сказки» (2017)
6. «Пираты Карибского моря: День в море» (TBA)[5][6]
7. Безымянный спин-офф «Пираты Карибского моря» (TBA)[7]

## Видеоигры
- Пираты Карибского моря
- Pirates of the Caribbean Multiplayer Mobile
- Pirates of the Caribbean Online[8]
- Pirates of the Caribbean: The Curse of the Black Pearl
- Pirates of the Caribbean: The Legend of Jack Sparrow
- Pirates of the Caribbean: Dead Man’s Chest
- Pirates of the Caribbean: At World’s End
- Pirates of the Caribbean: Armada of the Damned
- Lego Pirates of the Caribbean: The Video Game
- Pirates of the Caribbean: Master of the Seas[9]
- Disney Infinity
- A Pirate’s Life
- Sea of Thieves

## Книги
Две серии книг для юных читателей были выпущены в качестве приквелов к первому фильму:
- «Пираты Карибского моря: Приключения Джека Воробья» (12 книг)
- «Пираты Карибского моря: Легенды Пиратского братства» (5 книг)

Кроме того, есть роман, написанный для взрослых:
- Пираты Карибского моря: Цена свободы Энн К. Криспин

Одна книга для молодых читателей была сделана в качестве приквела к пятому фильму:
- «The Brightest Star in the North: The Adventures of Carina Smyth» Мередит Русу

## Адаптации
- «Pirates of the Caribbean: Battle for Buccaneer Gold»[10].
- «The Secret of Monkey Island»[11].
- «Pirates of the Caribbean» — настольная игра Монополия[12].
- «The Game of Life: Pirates of the Caribbean».
- Морской бой: «Pirates of the Caribbean».
- «Pirates of the Caribbean» в «The Ocean Race»[13].
- Isla de Muerta — альбом группы Ten.